# Едмон и Жул дьо Гонкур
Братята Гонкур са френските писатели от 19 век Жул дьо Гонкур и Едмон дьо Гонкур. Романите им са повлияни от литературното течение от това време, наричано „натурализъм“.

## Биография
Едмон (Edmond de Goncourt) е роден през 1822 г. в Нанси, а брат му Жул (Jules de Goncourt) – през 1830 г. в Париж. Произхождат от аристократично семейство. През 1848 г., след смъртта на майка си, братята получават значително наследство и живеят като рентиери. Жул дьо Гонкур умира през 1870 г., а Едмон дьо Гонкур – през 1896 г. Братята са погребани в гробището на Монмартър (cimetière de Montmartre).

## Творчество

### Романи
- „En 18..“/„През 18... година“, 1851 г.
- „Charles Demailly“/„Шарл Демейи“, 1860 г.
- „Sœur Philomène“/„Сестра Филомен“, 1861 г.
- „Renée Mauperin“/„Рене Мопрен“, 1864 г.
- „Germinie Lacerteux“/„Жермени Ласертьо“, 1865 г.
- „Manette Salomon“/„Манет Саломон“, 1867 г.
- „Madame Gervaisais“/„Госпожа Жервезе“, 1869 г.

След смъртта на брат си Едмон написва сам:
- „La Fille Elisa“/„Момичето Елиза“, 1877 г.
- „Les Frères Zemganno“/„Братята Земгано“, 1879 г.
- „La Faustin“/„Фостен“, 1882 г.
- „Шери“, 1884 г.

### Дневник и др.
От 1851 г. братята водят общ Дневник, който Едмон продължава и след смъртта на брат си.
Двамата издават няколко исторически монографии (История на френското общество по време на Революцията (1854), История на френското общество по време на Директорията (1855), История на Мария-Антоанета (1858) и др.), книга за своя приятел, художника Пол Гаварни – "Пол Гаварни, човек и творчество» (1873).

## Награда „Гонкур“
Съгласно завещанието на Едмон дьо Гонкур, съставено през 1896 г., през 1900 г. е учредена Академията Гонкур, а на 21 декември 1903 г. е връчена първата „Награда Гонкур“.